# Угаф
Хутауира Угаф — фараон Древнего Египта, правивший приблизительно в 1783 — 1780 годах до н. э. Согласно Туринскому папирусу, фараон с именем Хутауира непосредственно наследовал царице Нефрусебек, то есть был первым фараоном из XIII династии (Второй переходный период).

## Артефакты правления фараона Угафа
После смерти или свержения с престола царицы Нефрусебек египетский престол, предположительно, занял человек по имени Угаф. Не известно, кем он был и откуда появился, хотя Манефон сообщает, что новая династия происходила из Фив. Следовательно, можно предположить, что этот правитель являлся номархом данной области.
В Британском музее в Лондоне хранится скарабей с «царской печатью» «великого полководца» по имени Угаф. Имя Угаф встречается нечасто, поэтому можно предположить, что данный артефакт мог принадлежать именно этому Угафу и датируется временем до того, как Угаф стал фараоном. Возможно Угаф первоначально мог быть главнокомандующим египетской армии, однако на сегодняшний день ничто не доказывает, что он силой захватил власть.
Число, приведённое в Туринском папирусе, благодаря которому можно выяснить, сколько лет он правил, повреждено. Вероятно, изначально в тексте стояла цифра 2 года. За ней следует указание на то, что он царствовал ещё три месяца и 24 дня.
Во время своего непродолжительного царствования Угаф, вероятно, успешно удерживал египетскую границу в Керме, в районе третьего порога Нила, отстоявшую на 320 км к югу от границы, установленной Сенусертом III. Там обнаружена гробница наместника или правителя этого региона, в которой стояла статуя фараона. Область третьего порога была возвращена под власть Египта в период правления Аменемхета III, хотя нет источников, свидетельствующих о том, что во время его царствования сюда был совершён поход. Фараон Угаф также велел вырезать надпись на статуе бога Дедуна, установленной в районе второго порога, в Семне (в ныне в Хартумском музее). В этой надписи он назван «Возлюбленным Дедуном, владыкой Нубии» (Дедун считался божественным покровителем данной местности). В Абу (Элефантине), чуть южнее первого порога, найдена плакетка с его именем, являющаяся ещё одним подтверждением его связи с южными регионами страны.
В Карнаке обнаружены[когда?] фрагмент стелы с надписью и основание его статуи. Его имя упоминается в так называемом «Карнакском списке» — перечне царственных предков, изготовленном по приказу представителя XVIII династии Тутмоса III. Эти источники, относящиеся к периоду правления Угафа, могут быть свидетельствами того, что столицей страны в то время были Фивы. Однако вряд ли можно утверждать, что он покинул располагавшийся в Хаваре «Лабиринт», продолжавший играть роль административного центра. Египет в его правление, видимо, продолжал процветать. Ведь между великолепной эпохой Аменемхета III, характеризующейся высоким уровнем развития администрации, масштабным строительством и сооружением впечатляющих ирригационных сооружений, и царствованием Угафа прошло совсем немного времени, а само оно было ознаменовано сохранением контроля над областью третьего порога Нила.
Его стела установлена в крепости Миргисса в Нубии, в районе 2-го порога. Наконец его именем помечена дверная перемычка из храма Монту в Медамуде, в настоящее время хранящаяся в Лувре.

## Имена Хатауира Угафа
Его тронным именем стало Хатауира, «Бог солнца, защищающий Обе земли»; именем небти — Хабау, «Коронованный духами предков» (это имя походило на «хорово» имя Аменемхета III); «золотым» именем — Мери…, «Возлюбленный…» (часть имени утеряна).
| G5 |

| G5 |

| S42 | Z2 | R8 |

| S42 | Z2 | R8 |

| G16 |

| G16 |

| N28 · D36 | G30 |

| N28 · D36 | G30 |

| G8 |

| G8 |

| U7 | M17 | M17 | HASH |

| U7 | M17 | M17 | HASH |

| nswt&bity |

| nswt&bity |

| ra | D43 · N17 · N18 |

| ra | D43 · N17 · N18 |

| ra | D43 · N17 · N18 |

| ra | D43 · N17 · N18 |

| ra | D43 · N17 · N18 |

| ra | D43 · N17 · N18 |

| ra | D43 · N17 · N18 |

| ra | D43 · N17 · N18 |

| ra | D43 · Y1 | N17 · N18 · N21 · N21 |

| ra | D43 · Y1 | N17 · N18 · N21 · N21 |

| ra | D43 · Y1 | N17 · N18 · N21 · N21 |

| ra | D43 · Y1 | N17 · N18 · N21 · N21 |

| ra | D43 · Y1 | N17 · N18 · N21 · N21 |

| ra | D43 · Y1 | N17 · N18 · N21 · N21 |

| ra | D43 · Y1 | N17 · N18 · N21 · N21 |

| ra | D43 · Y1 | N17 · N18 · N21 · N21 |

| G39 | N5 |

| G39 | N5 |

| G43 | W11 | F18 · I9 |

| G43 | W11 | F18 · I9 |

| G43 | W11 | F18 · I9 |

| G43 | W11 | F18 · I9 |

| G43 | W11 | F18 · I9 |

| G43 | W11 | F18 · I9 |

| G43 | W11 | F18 · I9 |

| G43 | W11 | F18 · I9 |

## О разности фараонов Хутауира и Сехемхутауира
Существует, возможно, ошибочное мнение о тождественности фараона Хутауира Угафа с другим фараоном той же XIII династии Сехемхутауира Себекхотепом I. Перед именем Хутауира в Туринском папирусе стоит пропуск, и некоторые[какие?] египтологи полагают, что на его месте стоял утерянный впоследствии знак «сехем», делая таким образом тронное имя первого представителя XIII династии сходным с именем царя Сехемхутауира. По мнению сторонников[кто?] этой гипотезы, сведения о последнем правителе должны быть приписаны первому. Однако обнаружение статуи основателя династии поставило точку в этом споре: в сопровождающем её тексте тронное имя царя выглядит как Хутауира, и никакого иероглифа «сехем» в нём нет. Его личное имя Угаф является ещё одним доказательством того, что (к 1925 году) нет оснований сомневаться в правильности сведений, содержащихся в Туринском папирусе. Таким образом, памятники этих фараонов следует разделять, а не объединять и относить к одному фараону. О том, что это два разных фараона, также свидетельствует и Карнакский список, в котором Хутауира и Сехемхутауира упомянуты отдельно.
| XIII династия              |                                                                               |                                       |
| Предшественник: Нефрусебек | Фараон Египта 1-я пол. XVIII века до н. э. (правил 2 года, 3 месяца и 24 дня) | Преемник: Сехемкара Аменемхет-Сенебеф |